# Чапел Хил (Северна Каролина)
Чапел Хил (енгл. Chapel Hill) град је у америчкој савезној држави Северна Каролина.

## Демографија
По попису из 2010. године број становника је 57.233, што је 8.518 (17,5%) становника више него 2000. године.
| Група             | 2000.          | 2010.          |
| Белци             | 37.073 (76,1%) | 39.777 (69,5%) |
| Афроамериканци    | 5.565 (11,4%)  | 5.530 (9,7%)   |
| Азијати           | 3.497 (7,2%)   | 6.788 (11,9%)  |
| Хиспаноамериканци | 1.564 (3,2%)   | 3.638 (6,4%)   |
| Укупно            | 48.715         | 57.233         |

## Партнерски градови
- Саратов
- Пуерто Бакверизо Морено